# Castillo Kasama
El Castillo Kasama (笠間城,  Kasama-jō), fue un castillo japonés de la montaña (山城 yamashiro, castillo de montaña), localizado en Kasama en la actual Prefectura de Ibaraki, Japón. 

## Ubicación
Ruinas del Castillo Kasama:
Dirección: 〒309-1611, 3613 Kasama, Kasama, Ibaraki.
Planos y vistas satelitales: 36°22′57.0″N 140°15′58.3″E / 36.382500, 140.266194
La torreta de Hachiman en terrenos del templo Shinjō-ji:
Dirección: 〒309-1611, 323 Kasama, Kasama, Ibaraki.
Planos y vistas satelitales: 36°23′26.8″N 140°15′29.9″E / 36.390778, 140.258306

## Historia
Las primeras fortificaciones se establecieron sobre el monte Sashiro durante el Período Kamakura en 1219 y se terminó de construir el castillo en 1235. Sin embargo, se sabe poco del clan Kasama durante este período y durante la etapa posterior Muromachi. 
En 1590, los ejércitos de Toyotomi Hideyoshi destruyeron al clan Utsunomiya y a sus colaboradores, como  el clan Kasama, que fueron los señores del Castillo Kasama en el Dominio de Kasama. El clan Tamanyu recibió el control del castillo.
El clan Gamō en 1598 fue trasladado aquí, y se dedicó a renovar y ampliar el castillo.
El clan Makino (牧野氏) fue trasladado en 1747 a este castillo como daimyō del Dominio de Kasama. 
Al final del periodo Edo, el castillo fue la sede de una rama del clan Makino, pero el castillo y el Dominio Kasama fueron gobernados por varios clanes desde el comienzo del Período Edo.

El castillo fue abandonado y demolido entre 1868 y 1873 tras la Restauración Meiji.
La torreta de Hachiman en 1880 fue trasladada a los terrenos del templo de Shinjō-ji.

## El castillo hoy en día
En la cima del cercano monte Sashiro (佐白山) se encuentran las ruinas del Castillo Kasama (笠間城), que fue derribado durante la Restauración Meiji, y sólo permanecen la base de piedra y un pequeño santuario. La torreta de Hachiman se trasladó a los terrenos del templo Shinjō-ji (真浄寺) y se asienta sobre una colina con vista a la sala principal del templo.

## Clanes en el dominio durante el Período Edo
Clanes en el Dominio de Kasama (笠間藩) gobernantes del Castillo Kasama.
- 1601 – 1608 Clan Matsudaira (Matsui) , tamaño del dominio: 30.000 Koku.

- 1608 – 1609 Clan Ogasawara , tamaño del dominio: 30.000 Koku.

- 1612 – 1617 Clan Matsudaira (Toda) , tamaño del dominio: 30.000 Koku.

- 1617 – 1622 Clan Nagai , tamaño del dominio: 32.000 Koku.

- 1622 – 1645 Clan Asano , tamaño del dominio: 53.000 Koku.

- 1645 – 1692 Clan Inoue , tamaño del dominio: 50.000 Koku.

- 1692 – 1694 Clan Matsudaira (Honjō) , tamaño del dominio: 40.000 Koku.

- 1694 – 1747 Clan Inoue , tamaño del dominio: 50.000 Koku.

- 1747 – 1868 Clan Makino , tamaño del dominio: 80.000 Koku.